# Sven Riederer
Sven Riederer (Bad Ragaz, 27 de março de 1981) é um triatleta suíço que conquistou a medalha de bronze nos Jogos Olímpicos de 2004.

## Carreira
Riederer participou de quatro edições do triatlo em Jogos Olímpicos. Nos Jogos de Atenas, em 2004, conquistou a medalha de bronze com tempo de 1:51:33.26, 25 segundos atrás do campeão, o neozelandês Hamish Carter.
Quatro anos depois, obteve a classificação para os Jogos Olímpicos de Pequim, mas não teve o mesmo desempenho e finalizou a prova em 23º lugar.
Riederer competiu na Rio 2016, ficando em 19º lugar com o tempo de 1:48.15.